# Fransk trampört
Fransk trampört (Polygonum arenarium) är en slideväxtart som beskrevs av Franz de Paula Adam von Waldstein-Wartemberg och Pál Kitaibel. Fransk trampört ingår i släktet trampörter, och familjen slideväxter. Arten förekommer tillfälligt i Sverige, men reproducerar sig inte.

## Underarter
Arten delas in i följande underarter:
- P. a. arenarium
- P. a. pulchellum